# Ronnenberg
Ronnenberg – miasto w niemieckim kraju związkowym Dolna Saksonia, w związku komunalnym Region Hanower. Miasto liczy ok. 23 286 mieszkańców (stan na 31 grudnia 2008).
Od 2021 r. Burmistrzem jest Marlo Kratzke, który wygrał wybory z poprzednią burmistrz Stephanie Harms w drugiej rundzie.

## Położenie geograficzne
Ronnenberg leży w południowo-zachodniej części Regionu. Jego powierzchnia wynosi ok. 3778 ha, z czego zabudowane są ok. 350 ha. Najwyższe wzniesienie Ronnenbergu to Benther Berg 173 m n.p.m.

## Współpraca
- Duclair, Francja
- Ronneburg, Turyngia
- Swarzędz, Polska